# Zenkō-ji
Zenkō-ji (善光寺, Temple de la bonne lumière) est un temple bouddhiste situé dans la ville de Nagano au Japon, dont il constitue le principal ensemble religieux. Fondé au VIIe siècle, en 642 par Yoshimitsu Honda, il fait partie des trésors nationaux du Japon. Bien plus tard, la ville de Nagano, fondée en 1897, fut initialement construite autour du temple. Actuellement, le Zenkō-ji est un des derniers sites de pèlerinage au Japon.

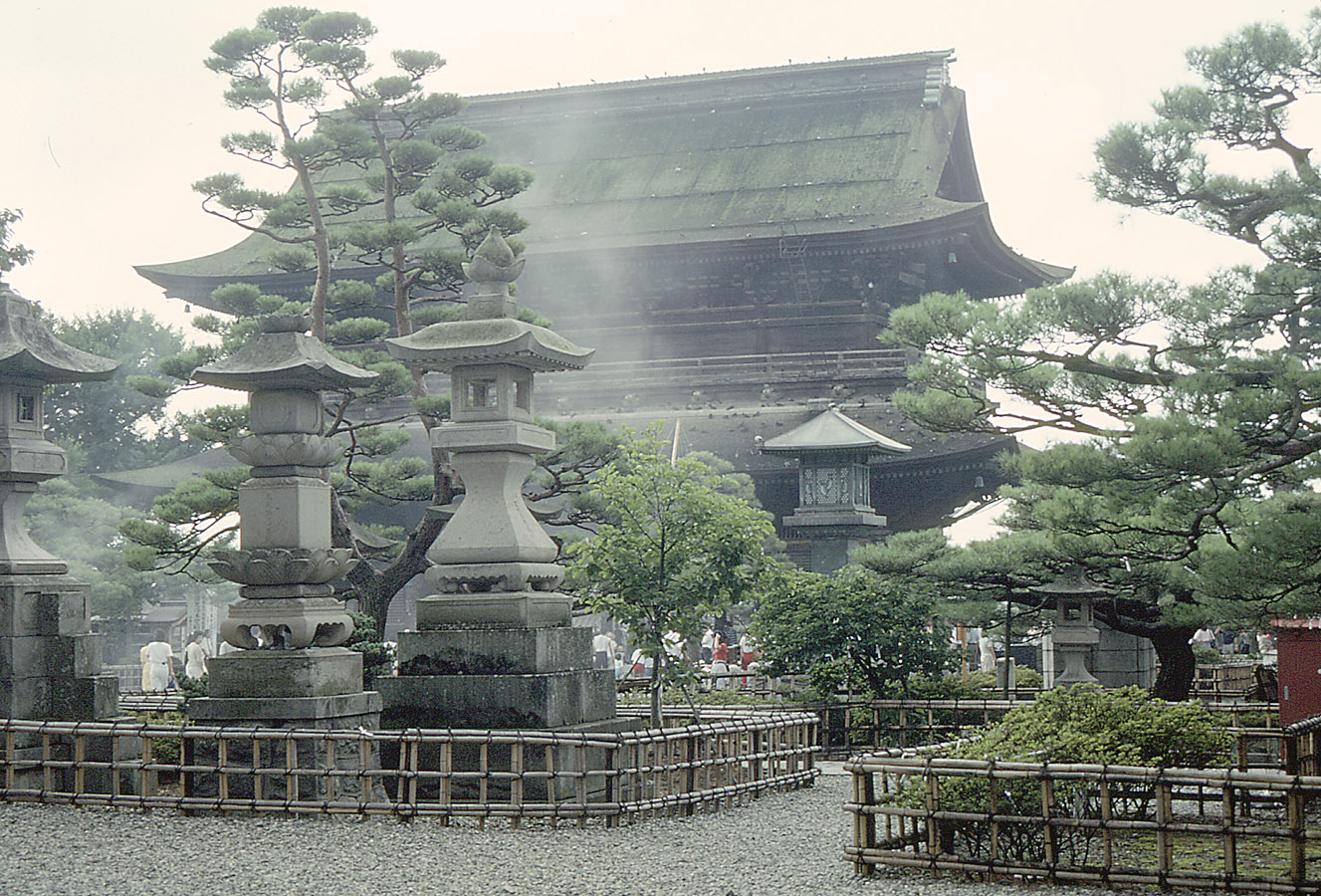
Les jardins de Zenkō-ji en 2004.

Historiquement, le Zenkō-ji est peut-être plus célèbre pour son implication dans les combats entre Uesugi Kenshin et Takeda Shingen au XVIe siècle, quand Kenshin en fait une de ses bases d'opérations.
Le Zenkō-ji a été fondé avant que le bouddhisme au Japon ne se divise en différentes écoles. Il a appartenu aux deux écoles, Tendai et Jōdo shū, du bouddhisme japonais, et il a été cogéré par 25 prêtres du Tendai et 14 du Jōdo shū. Mais actuellement, il ne relève pas d'une des sectes du bouddhisme japonais,.
Il est connu pour ses images du Bouddha Amitabha (en japonais : Amida).
Le temple de Zenkō-ji n'a pas participé au relais de la flamme olympique 2008, en solidarité avec les Tibétains,. Il a été vandalisé quelques jours plus tard, peut-être en relation avec cette décision.

## Histoire
Le temple de Zenkō-ji a été construit pendant le VIe siècle, sous le règne de l'empereur Kimmei. Il a été déplacé plusieurs fois, avant d'occuper son emplacement actuel, qui est un ancien village du nom de Motozen (autrefois nommé Motozenkoji). C'est un des plus grands temples du Japon après le Tōdai-ji et une soixantaine de temples en dépendent.
À la fin de l'époque de Kamakura (1185-1333), beaucoup de temples copièrent la célèbre statue de Bouddha du temple de Zenkō-ji. Plusieurs temples ont été construits dans la région, s'appelant Zenkō-ji ou Shin-Zenkō-ji (ce qui signifie « le nouveau Zenkō-ji »).
Durant la période Sengoku (du milieu du XVe siècle à la fin du XVIIe siècle), quand le temple de Zenkō-ji a été « entraîné » dans les combats entre Uesugi Kenshin et Takeda Shingen, l'abbé en chef fit construire un « nouveau » Zenkō-ji à Kōfu, de peur que le temple ne soit brûlé.
En 1598, Toyotomi Hideyoshi déplaça l'image cachée d'Amida, le hibutsu (voir ci-dessous) à Kyoto. Le hibutsu et le temple de Zenkō-ji furent ensuite transférés à Shinano au début du xviiie siècle. C'est donc de cette période que datent les structures actuelles.
Le temple n'appartient à aucune école en particulier. Il est desservi conjointement par un monastère de moines Tendai, le Daikanjin ou « de la Grande Application », et par une nonnerie de l’école jodo, le Daihongan, ou « Grand Vœu Originel ».

## La triade d'Amida
Dans le temple se trouve une représentation, sous forme de triade, du Bouddha Amida (sanskrit : Amitabha) entouré de ses deux assistants, les bodhisattvas Kannon (sanskrit : Avalokiteshvara) et Daiseishi (sanskrit : Mahāsthāmaprāpta). Les trois personnages sont représentés dans une image commune, réunis sous une même mandorle,. Cette image serait celle que le roi coréen de Baekje, Seong de Baekje, avait offerte à l'empereur Kinmei (509-571), un des actes marquant l'introduction du bouddhisme au Japon par des moines coréens. Mais les opposants à l'arrivée de cette religion étrangère jetèrent la statue dans un canal, où un homme pieux du nom de Honda ou Yoshimitsu la récupéra pour la ramener sur son dos jusqu'à son lointain village dans les montagnes de Nagano. C'est à la suite de cet événement que le temple prit le nom de Zenkô-ji, littéralement « temple de Yoshimitsu », ce dernier nom pouvant aussi se lire Zenkô,. Les autorités du temple précisent que cette image fut créée en Inde, avant d'être introduite dans la péninsule en 552 par le royaume de Baekje.
En 654, jugée trop sainte pour être montrée, cette triade fut cachée au public, et il en est ainsi aujourd'hui encore : personne ne peut la voir,. Elle est donc  devenue un hibutsu (Bouddha secret), une statue de Bouddha soustraite au regard du public. Elle a reçu le nom de « Image de Sangoku denrai » (japonais : 三國傳来の釋迦像 ; litt. : Image de Śākyamuni transmise dans les trois pays),. Les règles du temple exigent le secret absolu à son sujet, interdisant qu'elle soit montrée à quiconque, y compris au prêtre principal du temple. Cependant, la sculpture fut reproduite dans de nombreux fac-similés, en particulier à l'époque Kamakura, ce qui s'explique par l'intense dévotion dont l'image fut l'objet durant cette période. On réalisa alors de nombreuses copies en bronze, hautes d'une cinquantaine de centimètres, qui furent envoyées dans les provinces.
L'importance de l'image s'explique par le fait qu'elle est censée mener les fidèles qui la vénèrent dans la Terre pure du Bouddha Amida, quels que soient leur statut, leur sexe, leur confession. Elle a été et elle reste l'objet d'un culte profond de la part de nombreuses personnes, que ce soient des gens de pouvoir ou du peuple, ce qui explique que le Zenkô-ji soit un des temples plus populaires du Japon.
Cela explique que l'un de ces fac-similés, réalisé durant la période Kamakura et appelé en japonais Maedachi Honzon (ce dernier terme signifiant « image principale » ou « objet de vénération », et l'expression complète « image qui tient debout »), soit présenté publiquement tous les sept ans, sur les mois d'avril et mai, une période appelée Gokaichō (« dévoilement ») qui attire de nombreux fidèles et visiteurs. Lors de la présentation de 2003, le Zenkō-ji a coopéré avec les temples Motozenkō-ji et Zenkō-ji de Kōfu, dans la préfecture de Yamanashi. La prochaine cérémonie du hibutsu aura lieu du 3 avril au 29 mai 2022.

### Autres images
Le temple abrite également une statue de Binzuru (sanskrit : Pindola Bharadvaja), un médecin qui fut un fidèle du Bouddha Shakyamuni. Les visiteurs touchent la statue pour guérir de leurs maladies. Le temple abrite aussi une salle de prière intérieure, accessible aux visiteurs. Actuellement, un rituel quotidien du matin est dirigé par le grand prêtre ou la grande prêtresse. De la salle intérieure, un escalier étroit descend vers un couloir complètement sombre. Là, les fidèles essaient de toucher une clef en métal accrochée au mur, pour obtenir l'éveil, car cette clef est une représentation de la Clef du Paradis de l'Ouest du Bouddha Amitda.

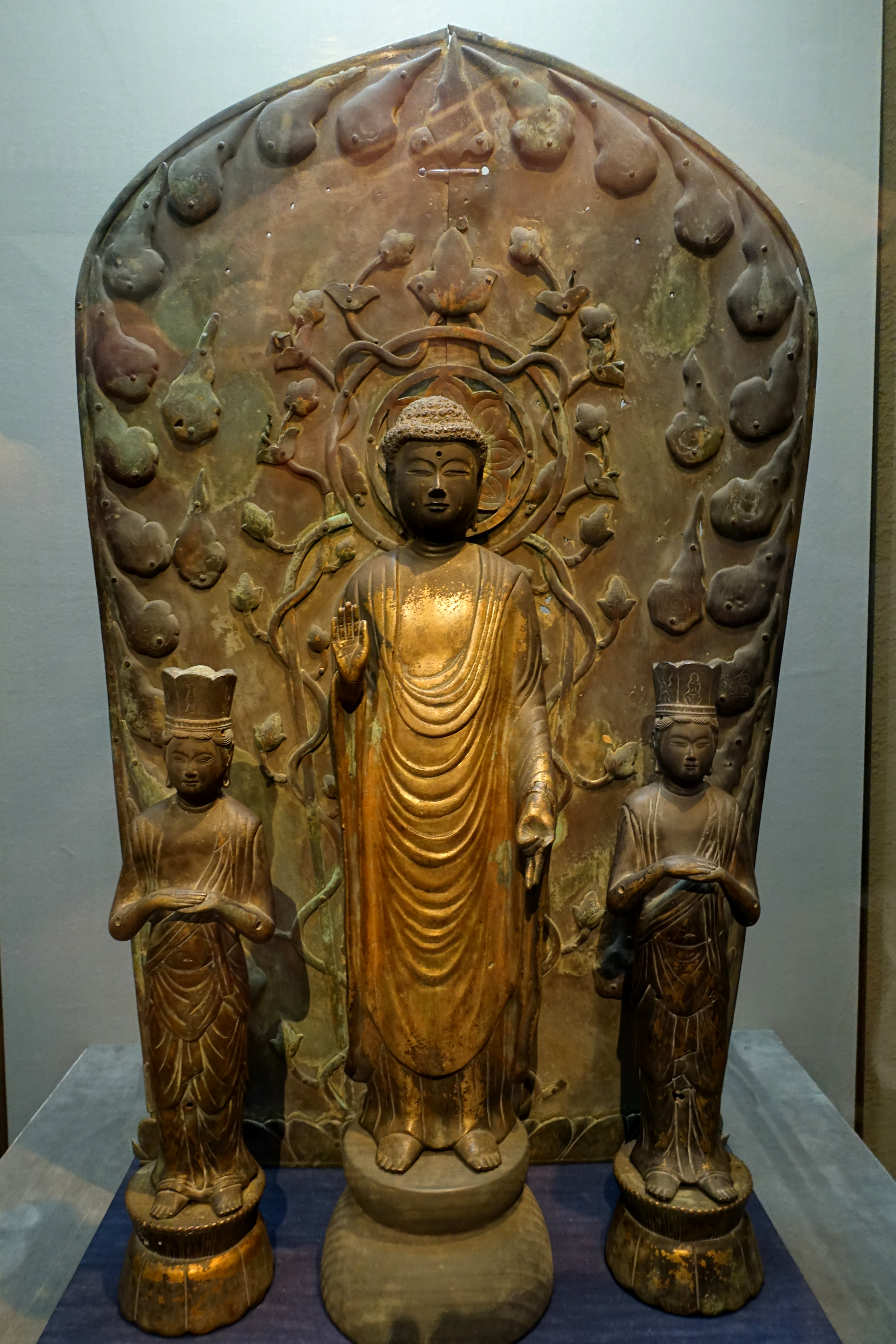
Triade d'Amida (en japonais, 阿弥陀三尊, Amida-sanzon), période Kamakura, vers 1200, bronze doré, Musée national de Tokyo.
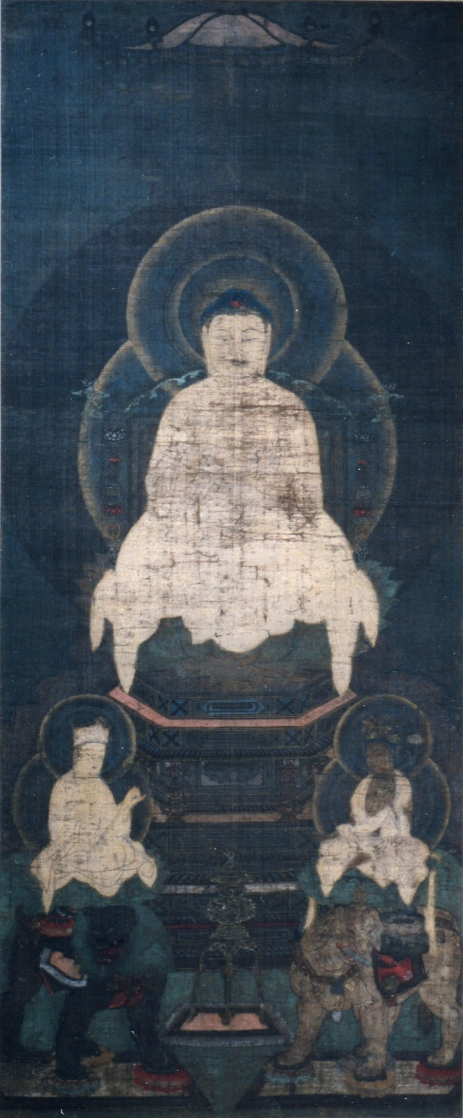
Triade d'Amida, Zenkô-ji, période Kamakura.
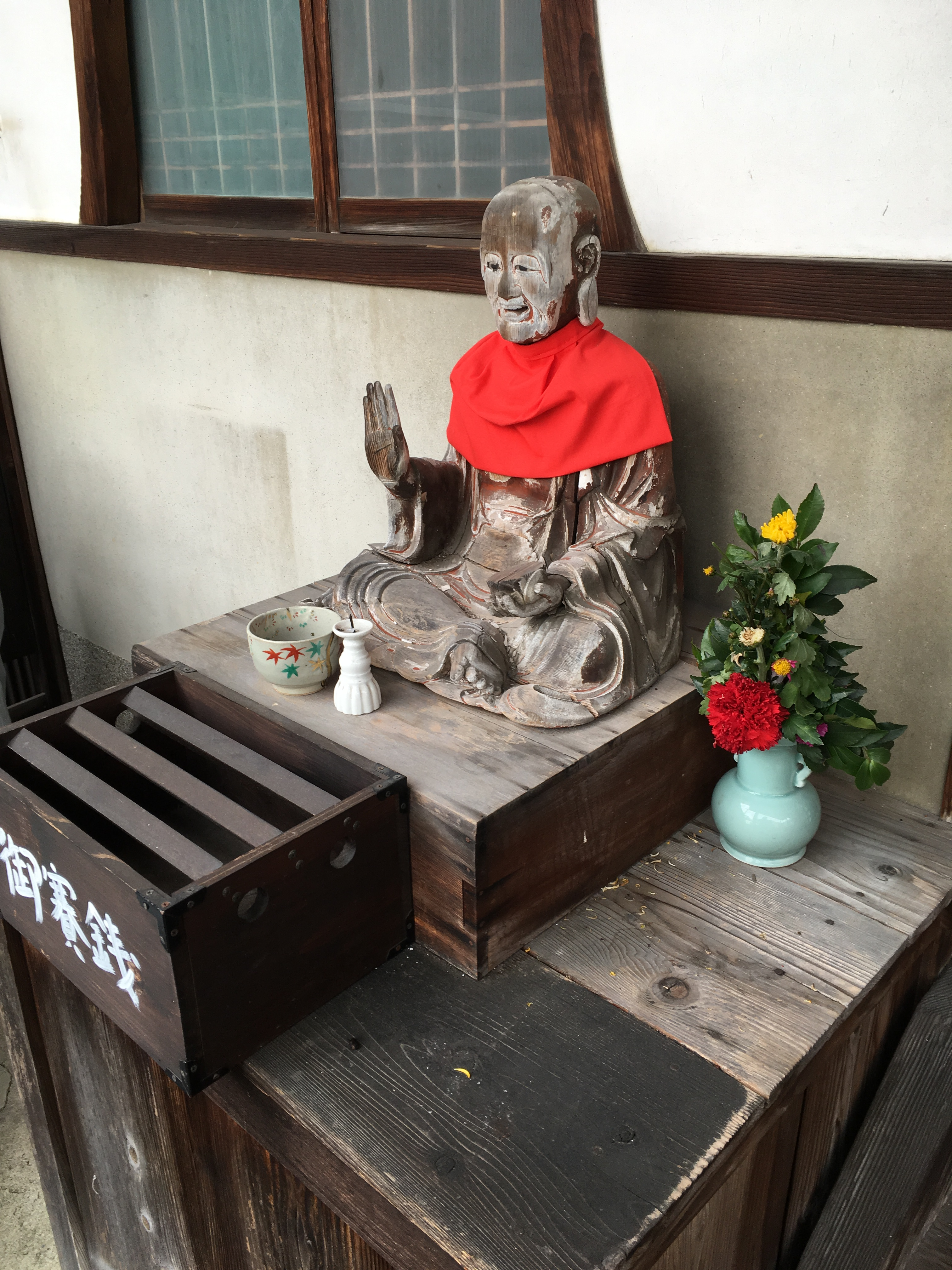
Binzuru, temple Saikokin, Nara.
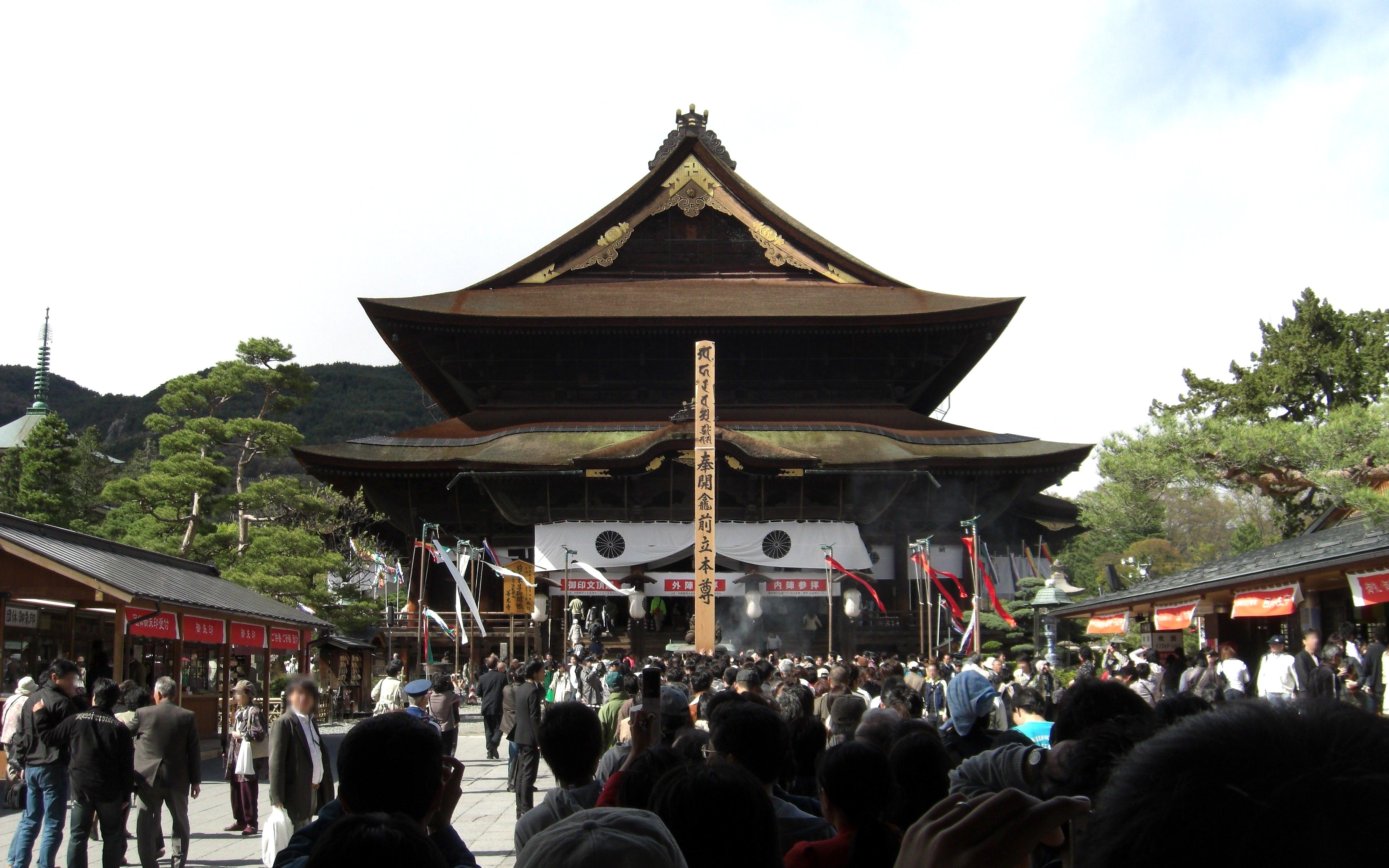
Vue du Gokaicho de 2009, avec le poteau Eko-bashira que les pèlerins s'efforcent de toucher.

## Intérieur du complexe
Le complexe de Zenko-ji comprend plusieurs bâtiments intéressants d'un point de vue historique. Le complexe est organisé de manière linéaire, du sud vers le nord, afin que les fidèles et les visiteurs puissent voir tous les bâtiments. L'accès à la plupart des bâtiments du complexe est compris dans un même billet.

### Daihongan
Directement sur la gauche depuis l'entrée sud, les maisons du Temple de la secte Jodo, le couvent et le lieu de résidence de la grande prêtresse.

### Niōmon

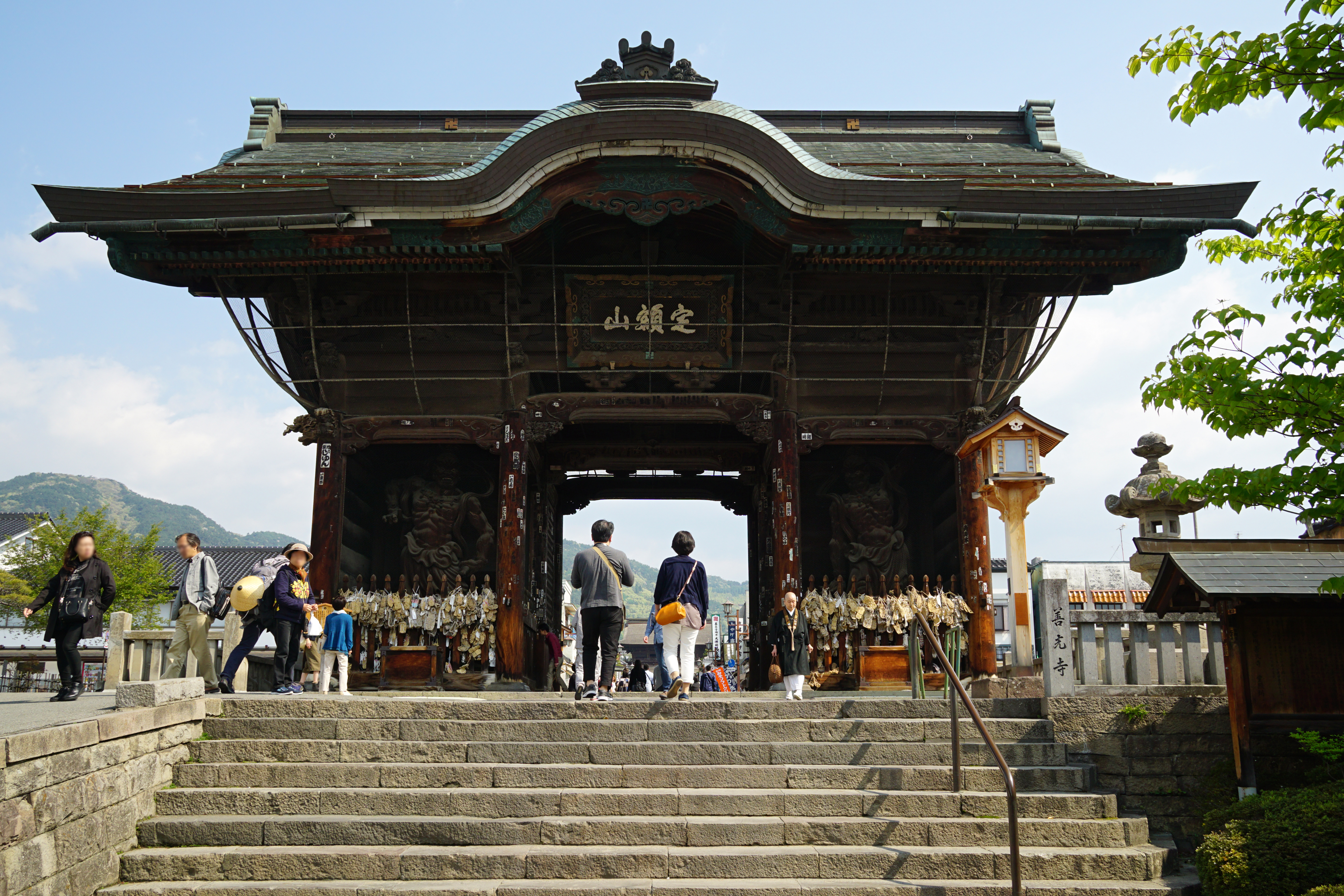
Une grande prêtresse à la porte niōmon (2016).

La porte niōmon comporte deux impressionnants gardiens deva qui protègent le complexe des ennemis du bouddhisme. Les deux statues furent reconstruites en 1918 après un incendie.

### Entrée principale originale
L'entrée principale originale se trouve à gauche après la porte niōmon.

### Daikanjin
Situé sur la gauche, après le site original du bâtiment principal, ce temple de la secte Tendai abrite la résidence du prêtre en chef. Le temple comporte un jardin et une maison du trésor qui contient le livre illustré du Le Dit du Genji. Malheureusement, ces zones ne sont pas ouvertes au public.

### Rokujizō
Les rokujizō se trouvent à la droite du Daikanjin. Les rokujizō sont des statues des six bodhisattvas qui ont renoncé à l'illumination bouddhiste afin d'offrir le salut aux autres. Les bodhisattvas sont censés être capables de communier avec les six royaumes de l'enfer, la famine, les bêtes, les carnages, les êtres humains et les êtres divins.

### Sanmon
La porte sanmon est considérée comme un objet culturel important. Elle contient cinq statues bouddhistes en bois (non accessibles au public), ainsi qu'une plaque avec une calligraphie par le prince impérial, qui contiendrait cinq colombes cachées dans le lettrage. La reconstruction de la porte sanmon a débuté le 1er octobre 2002 pour se terminer le 31 décembre 2007.

### Kyōzō

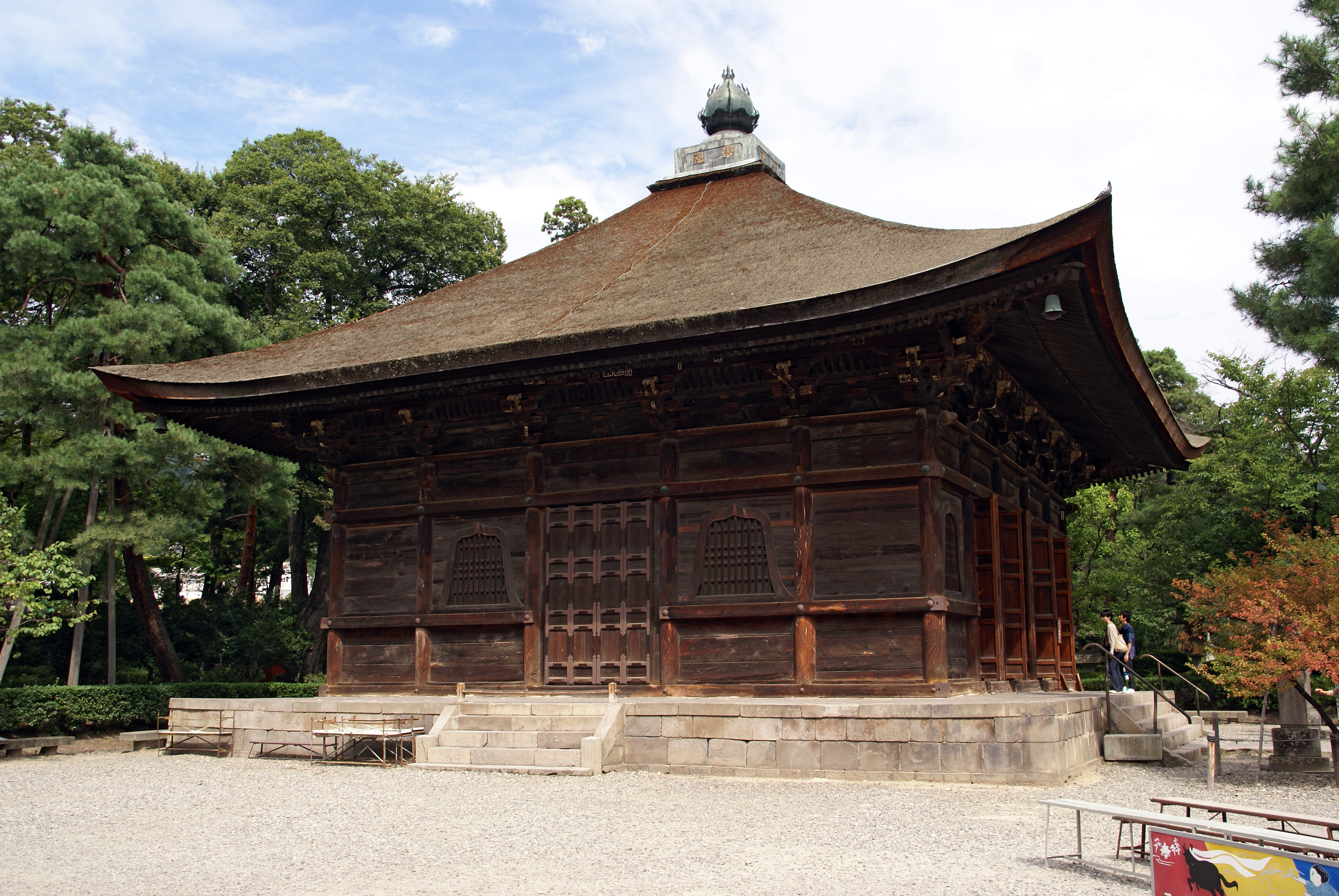
Le kyōzō.

Le kyōzō (bibliothèque des sutras bouddhiques) se trouve à l'extrême gauche de la porte sanmon. Il s'agit également d'un important objet culturel. Le bâtiment contient un référentiel des imprimés sutras bouddhistes et les visiteurs sont invités à tourner la porte-sutra octogonale afin d'accéder à l'éveil. Il a été construit en 1759, bien que le repositoire des sutras date de 1694.

### Hon-dōdu Zenkō-ji

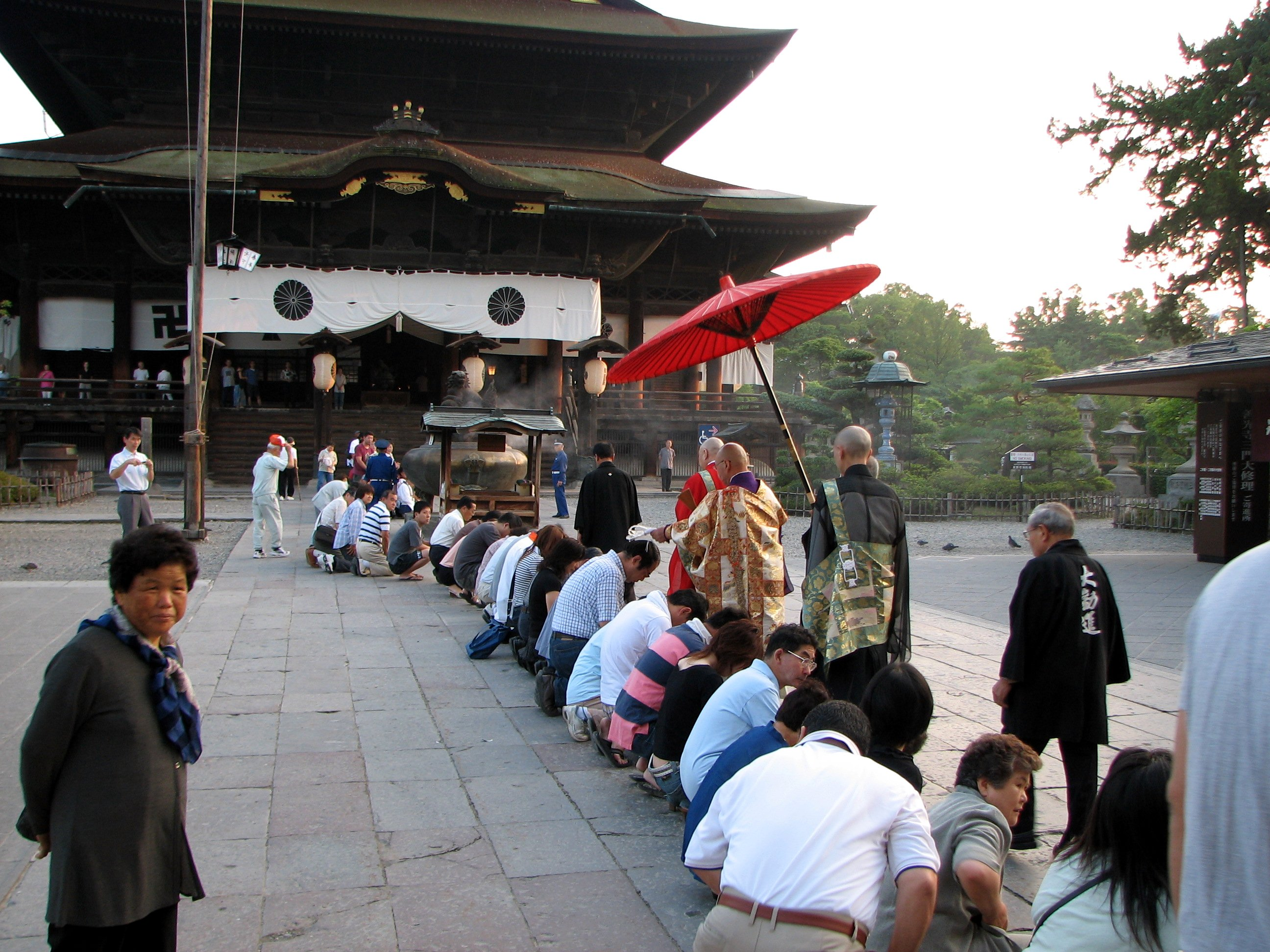
Grand prêtre dispensant des bénédictions au hon-dō du Zenkō-ji.

Il s'agit du bâtiment principal, situé à l'extrémité nord du complexe religieux. Il est classé trésor national.